# Duitse Democratische Republiek op de Olympische Spelen
De Duitse Democratische Republiek (DDR) was een van de landen die deelnam aan de Olympische Spelen. De DDR debuteerde op de Winterspelen van 1968. In datzelfde jaar kwam het voor het eerst uit op de Zomerspelen.
De DDR deed in de periode 1968 tot en met 1988 5 keer mee aan de Zomerspelen en 6 keer aan de Winterspelen. Het is een van de 44 landen die zowel op de Zomer- als de Winterspelen een medaille haalde.

## Successen en doping
Opmerkelijk is het grote succes van de DDR op de Olympische Spelen, gezien het feit dat de DDR qua inwonertal een van de kleinere landen was. De DDR bevond zich in de medaillespiegel constant in de top 10 waarbij het slechts de Sovjet-Unie voor moest laten gaan, en middelgrote tot grote landen als West-Duitsland, Frankrijk, Groot-Brittannië en uiteindelijk ook de Verenigde Staten achter zich liet. Er is over gespeculeerd hoe het mogelijk is dat een naar verhouding klein land zo behangen is met olympisch goud. Een groot deel van de redenen achter het succes in de belangrijke plaats die sport in de Oost-Duitse samenleving innam, om ideologische redenen: de topsporters golden als "diplomaten in trainingspak" en verschaften de DDR internationaal prestige. Ook werd een omvangrijk systeem opgezet om talentvolle kinderen op te sporen en deze van jongs af aan te trainen en te coachen.
Destijds werd al vermoed dat DDR-atleten in groten getale gebruik maakten van doping, met name anabole steroïden, maar kon toen niet worden aangetoond. Na de Duitse hereniging werd bekend dat doping en hormoonpreparaten in de DDR op grote schaal aan sporters werden toegediend, zelfs al aan talentvolle kinderen van 10 jaar. Tot dit dopingprogramma Staatsplanthema 14.25 werd door het Centraal Comité van de Oost-Duitse communistische partij, de SED, op 14 juni 1974 besloten. Het dopingprogramma leidde bij veel sporters tot lichamelijke problemen. Kogelstootster Heidi Krieger had zoveel lichamelijke klachten van de jarenlange toediening van mannelijke hormonen dat zij uiteindelijk tot een geslachtsveranderende operatie besloot. In een proces in 2000 werden de twee leidende figuren uit de DDR-sport, de voormalige chef van de sportmedische dienst, Manfred Höppner, en de oud voorzitter van de Deutsche Turn- und Sportbund, Manfred Ewald, tot voorwaardelijke gevangenisstraffen veroordeeld wegens medeplichtigheid aan het toebrengen van zwaar lichamelijk letsel. In 2005 klaagden 190 sporters uit de DDR de firma Jenapharm aan, de producent van het anabole middel Oral-Turinabol. De sporters in kwestie hadden door het jarenlange doping gebruik ernstige schade opgelopen, waaronder onvruchtbaarheid, borstkanker, zaadbalkanker en hartproblemen. Jenapharm betaalde mee aan een schadeloosstelling van de sporters.

## Medailles en deelnames
De tabel geeft een overzicht van de jaren waarin werd deelgenomen, het aantal gewonnen medailles en de eventuele plaats in het medailleklassement.
Sinds 1992 wordt Duitsland weer door een enkel team vertegenwoordigd. Desalniettemin gold de DDR als een van de succesvolste landen op de Spelen.
| Zomerspelen | Zomerspelen | Zomerspelen | Zomerspelen | Zomerspelen | Zomerspelen |        | Winterspelen | Winterspelen | Winterspelen | Winterspelen | Winterspelen | Winterspelen |
| Jaar        | Goud        | Zilver      | Brons       | Totaal      | Rang        | Jaar   | Goud         | Zilver       | Brons        | Totaal       | Rang         |              |
| 1968        | 9           | 9           | 7           | 25          | 5           | 1968   | 1            | 2            | 2            | 5            | 10           |              |
| 1972        | 20          | 23          | 23          | 66          | 3           | 1972   | 4            | 3            | 7            | 14           | 2            |              |
| 1976        | 40          | 25          | 25          | 90          | 2           | 1976   | 7            | 5            | 7            | 19           | 2            |              |
| 1980        | 47          | 37          | 42          | 126         | 2           | 1980   | 9            | 7            | 7            | 23           | 2            |              |
| 1984        | -           | -           | -           | -           | -           | 1984   | 9            | 9            | 6            | 24           | 1            |              |
| 1988        | 37          | 35          | 30          | 102         | 2           | 1988   | 9            | 10           | 6            | 25           | 2            |              |
| Totaal      | 153         | 129         | 127         | 409         |             | Totaal | 39           | 36           | 35           | 110          |              |              |
| Tot. Z+W    | 192         | 165         | 162         | 519         |             |        |              |              |              |              |              |              |

Afghanistan · Albanië · Algerije · Amerikaans-Samoa · Amerikaanse Maagdeneilanden · Andorra · Angola · Antigua en Barbuda · Argentinië · Armenië · Aruba · Australië · Azerbeidzjan · Bahama's · Bahrein · Bangladesh · Barbados · België · Belize · Benin · Bermuda · Bhutan · Bolivia · Bosnië en Herzegovina · Botswana · Brazilië · Britse Maagdeneilanden · Brunei · Bulgarije · Burkina Faso · Burundi · Cambodja · Canada · Centraal-Afrikaanse Republiek · Chili · China · Chinees Taipei · Colombia · Comoren · Congo-Brazzaville · Congo-Kinshasa · Cookeilanden · Costa Rica · Cuba · Cyprus · Denemarken · Djibouti · Dominica · Dominicaanse Republiek · Duitsland · Ecuador · Egypte · El Salvador · Equatoriaal-Guinea · Eritrea · Estland · Ethiopië · Fiji · Filipijnen · Finland · Frankrijk · Gabon · Gambia · Georgië · Ghana · Grenada · Griekenland · Groot-Brittannië · Guam · Guatemala · Guinee · Guinee-Bissau · Guyana · Haïti · Honduras · Hongarije · Hongkong · Ierland · IJsland · India · Indonesië · Irak · Iran · Israël · Italië · Ivoorkust · Jamaica · Japan · Jemen · Jordanië · Kaaimaneilanden · Kaapverdië · Kameroen · Kazachstan · Kenia · Kirgizië · Kiribati · Koeweit · Kosovo · Kroatië · Laos · Lesotho · Letland · Libanon · Liberia · Libië · Liechtenstein · Litouwen · Luxemburg · Madagaskar · Malawi · Malediven · Maleisië · Mali · Malta · Marokko · Marshalleilanden · Mauritanië · Mauritius · Mexico · Micronesië · Moldavië · Monaco · Mongolië · Montenegro · Mozambique · Myanmar · Namibië · Nauru · Nederland · Nepal · Nicaragua · Nieuw-Zeeland · Niger · Nigeria · Noord-Korea · Noord-Macedonië · Noorwegen · Oeganda · Oekraïne · Oezbekistan · Oman · Oost-Timor · Oostenrijk · Pakistan · Palau · Palestina · Panama · Papoea-Nieuw-Guinea · Paraguay · Peru · Polen · Portugal · Puerto Rico · Qatar · Roemenië · Rusland · Rwanda · Saint Kitts en Nevis · Saint Lucia · Saint Vincent en de Grenadines · Salomonseilanden · Samoa · San Marino · Saoedi-Arabië · Sao Tomé en Principe · Senegal · Servië · Seychellen · Sierra Leone · Singapore · Slovenië · Slowakije · Somalië · Spanje · Sri Lanka · Soedan · Suriname · Swaziland · Syrië · Tadzjikistan · Tanzania · Thailand · Togo · Tonga · Trinidad en Tobago · Tsjaad · Tsjechië · Tunesië · Turkije · Turkmenistan · Tuvalu · Uruguay · Vanuatu · Venezuela · Verenigde Arabische Emiraten · Verenigde Staten · Vietnam · Wit-Rusland · Zambia · Zimbabwe · Zuid-Afrika · Zuid-Korea · Zuid-Soedan · Zweden · Zwitserland
Historische landen: Bohemen · Bondsrepubliek Duitsland · Brits-Indië · Duitse Democratische Republiek · Joegoslavië · Malaya · Nederlandse Antillen · Noord-Borneo · Noord-Jemen · Saarland · Servië en Montenegro · Sovjet-Unie · Tsjecho-Slowakije · West-Indische Federatie · Zuid-Jemen
Bijzondere deelnames: Onafhankelijke olympische atleten · Vluchtelingenteam 
 Australazië · Duits Eenheidsteam · Gemengd team · Gezamenlijk Team